# Ryszard Rząśnicki
 Ryszard Rząśnicki  (ur. 1840 w Tufumawcach, zm. 24 marca 1893) – oficer armii rosyjskiej, spiskowiec, powstaniec z 1863.

## Życiorys
Ryszard Jan Sylwester Rząśnicki urodził się w 1840 w Tufumawcach. W przededniu wybuchu powstania styczniowego Rząśnicki był podporucznikiem 28 Połockiego Pułku Piechoty, który stacjonował w Piotrkowie. Działał w organizacjach spiskowych carskich oficerów, przygotowywał wybuch powstania w piotrkowskiem. Plan opanowania Piotrkowa nie doszedł do skutku z powodu zbyt dużych sił rosyjskich w miejscowym garnizonie.
 24 stycznia 1863 wziął udział w nieudanej akcji zajęcia Radomska przez oddział Józefa Grekowicza – ówczesnego naczelnika wojennego woj. kaliskiego. W tej partii powstańczej służył jako oficer w randze majora. Walczył w bitwach pod Zawichostem (8 II 1863), Miechowem (17 II 1863), Szklarami (5 IV 1863). Pod Szycami i Nową Wsią (7 V 1863) dowodził będącymi w odwodzie strzelcami.

W lipcu 1863 został wysłany przez rząd powstańczy do zebrania i zorganizowania oddziałów po Józefie Oxińskim. W lasach pod Jędrzejowem utworzył oddział, z którym przyłączył się do Chmieleńskiego. Bił się z Rosjanami pod Rudnikami (28 VII 1863), w bitwie pod Obiechowem (14 VIII 1863) został ranny. Na leczenie udał się do Krakowa, po rekonwalescencji został mianowany szefem powstańczej szkoły podchorążych.
Następnie oddał się pod dowództwo Hauke-Bosaka. Został przydzielony do pułku stopnickiego Karola Kality- Rębajły. Odznaczył się w bitwie pod Hutą Szczecieńską (9 XII 1863). W późniejszym okresie był dowódcą jazdy w pułku opoczyńskim ppłk. Jana Rudowskiego, w bitwie pod Bliżynem (16 III 1864) przyczynił się do rozbicia kozaków kubańskich Kulgaczowa.
Po upadku powstania wyemigrował do Szwajcarii. W 1865 mieszkał w Genewie w pensjonacie Ludmiły Szełgunowej. Na emigracji współdziałał z młodą emigracją rosyjską, współpracował m.in. z P. Jakobim, W.Ługininem, A.Sierno-Sołowiejewiczem i N.Szełgunowem. 
Po powrocie do kraju zamieszkał w Galicji, pracował jako konduktor (inspektor) dróg i mostów.
Żoną Rząśnickiego była Helena z Przybylskich, urodzona w 1848 w Wilnie. W 1863 była aresztowana za działalność w organizacji powstańczej.
Ryszard Rząśnicki zmarł 24 marca 1893 w Wadowicach, został pochowany 27 marca na wadowickim cmentarzu. 